# О Русь, взмахни крылами
«О Русь, взмахни крылами…» — стихотворение русского поэта Сергея Есенина (1895—1925), написанное в 1917 году. Издан впервые в 1917 году в сборнике «Скифы» в Петрограде. 
Название стихотворения внесено в название международной литературной премии имени Сергея Есенина «О Русь, взмахни крылами…», учрежденной в 2005 году Союзом писателей России и фондом «Осиянная Русь».
В 1986 году вышел поэтический сборник «О Русь, взмахни крылами…», собравший под заглавными словами Есенина поэтов есенинского круга. Составителями выступили Сергей и Станислав Куняевы (в будущем — авторы биографии Есенина, дважды переизданной). 

## Публикации
Опубликован в первом (1917) и втором (1918) выпуске сборника «Скифы».
Следующие прижизненные публикации
сборник «Голубень» 1918, 1920 годов; Сергей Есенин. «Избранное», М., Госиздат, 1922; Есенин Сергей Александрович. Собрание стихов и поэм. Том первый, Берлин—Пб.—М., изд. З. И. Гржебина, 1922; Сергей Есенин. О России и революции, М., «Современная Россия», 1925.
Академическое издание:
 
Есенин С. А. «О Русь, взмахни крылами…» // Есенин С. А. Полное собрание сочинений: В 7 т. — М.: Наука; Голос, 1995—2002. Т. 1. Стихотворения. — 1995. — С. 109—110. Электронная публикация: ФЭБ. Адрес ресурса: http://feb-web.ru/feb/esenin/texts/es1/es1-109-.htm Архивная копия от 17 февраля 2020 на Wayback Machine
 
Различие в редакциях
Во втором выпуске альманаха «Скифы» 1918 года стихотворение вышло под заглавием «Николаю Клюеву» и с эпиграфом (измененные строки из стихотворения М. Ю. Лермонтова «Графине Ростопчиной»):
Я верю: под одной звездой
С тобой мы были рождены.

М.Л.
В сборнике «Голубень» того же 1918 года появилось без заглавия и эпиграфа — из-за осложнений в отношениях между поэтами, возникшие в декабре 1917 года. При этом в наборной рукописи сборника, подготовленной самим автором, заглавие и эпиграф стояли. Таким образом, эпиграф и посвящение сняты в корректуре (подробнее см.: Азадовский К. М. «Николай Клюев», Л., 1990, с. 160—200).

## История создания
Датируется 1917 годом (Козловский 1995, С. 521) исходя из содержания и дат с передачи рукописи в редакцию.
 
В помете, сделанной в наборной рукописи первого тома «Собрания стихотворений», подготовленного автором в 1925 году, стоит 1916 год (там же).
В стихотворении, как отмечает А. А. Козловский(там же), явственно сказались настроения Есенина весны-лета 1917 года

## Критика
Стихотворение сразу было расценено как манифест определённой литературной группы (см. заметку Н. В. Рыковского в газете «Раннее утро», М., 1918, 27 июня, № 117). Оценки группы в целом, и её отдельных поэтов были различные; подобная полярность сохранялась и в последующие годы.
В. Л. Львов-Рогачевский, пересказывая и обильно цитируя «верные и правдивые слова Сергея Есенина», развил «родословную целой группы певцов из народа» (журнал «Рабочий мир», М., 1918, № 8, 7 июля, С. 7—11). В последующим его оценка стихотворения как «нечто вроде манифеста новокрестьянских поэтов» не менялась (см., например, Львов-Рогачевский В. «Новокрестьянская поэзия» — журн. «Путь», М., 1919, № 5, август-сентябрь, С. 57—61; Львов-Рогачевский В. «Поэзия новой России», М., 1919).
Уже 8 июля в газете «Понедельник „Народного слова“» (М., 1918, 8 июля, № 11) вышла рецензия А. Б. Дермана с противоположной позицией. Есенин «слишком как-то трезво сознает, что он народный поэт, и тем самым отравляет свою поэзию рассудочностью….Дело не в человеческой гордыне Есенина, а именно в ущерблении этим „самосознанием“ самого драгоценного в его творчестве — вольной непосредственности. Тут один лишь шаг от поэтической вольности к искусственному вольничанью, от внутренней веры к пагубной самоуверенности. …Философия русского духа его не только не нова, не оригинальна, но просто даже избита, у родины, конечно, видит он „коровьи глаза“ — старый признак того смирения, которым наделяют и наделяли Россию с одной стороны славянофильская гордыня, с другой — германское презрение».
Иные (например, Ангарский Н. «Заметки о поэзии и поэтах» — журн. «Творчество», М., 1919, № 1/3, январь-март, С. 22—26) «считали неверной выдвинутую Есениным генеалогию и вредной декларированную связь его творчества с поэзией Н. А. Клюева» (Козловский 1995, С. 528).